# Babat (Penukal)
Babat is een bestuurslaag in het regentschap Muara Enim van de provincie Zuid-Sumatra, Indonesië. Babat telt 4323 inwoners (volkstelling 2010).